# Tadeusz Czacki
Tadeusz Czacki (Poryck (Volhynia), 1765. augusztus 28. – Dubno, 1813. február 8.) gróf, lengyel író. 

## Élete
II. Szaniszló király 1785-ben megbízta őt, hogy a varsói titkos korona-levéltárt rendezze, később pedig az alkotmány-bizottság tagja lett. Élénk részt vett a népnevelésügyi mozgalmakban. Lengyelország második felosztásakor birtokait elkobozták s ő tanár lett Krakkóban. II. Katalin halála után I. Pál cár visszaadta birtokait és titkos tanácsossá nevezte ki. Azzal vádoltatva, hogy az ifjúságot felbujtogatja, oly fényesen védelmezte magát, hogy a cár őt litvániai, volhyniai és kijevi tanügyi főfelügyelővé nevezte ki. 1805-ben Hugo Kołłątajjal együttműködve megalapította a Kremenyeci Líceumot.
Lengyel nyelven írt munkái:
- A zsidók általában és különösen Lengyelországban (Vilna, 1807)
- A mazoviai hercegség jogairól (1801)
- Lengyelország és Litvánia jogairól (Varsó, 1800)

Összes munkái 3 kötetben Posenben jelentek meg 1843–45-ben.